# Daniela Knor

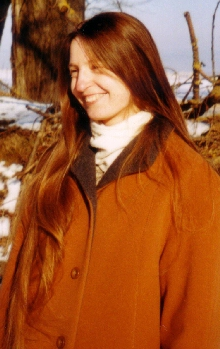
Daniela Knor

Daniela Knor (* 30. Oktober 1972 in Mainz) ist eine deutsche Autorin, die ihre Werke im Fantasy-, Romantik- und Science-Fiction-Genre veröffentlicht. Ihre romantischen Bücher hat sie unter dem Pseudonym Sarah Lukas veröffentlicht.
Sie wuchs in Mainz auf und machte dort im Jahr 1992 ihr Abitur. Anschließend begann sie Anglistik, Ethnologie sowie Vor- und Frühgeschichte zu studieren. Später wechselte sie zu einem Fernstudium in Geschichte, Neuerer deutscher Literaturwissenschaft und Psychologie.
Mit dem Schreiben von Fantasyromanen begann sie bereits während ihrer Schulzeit. Inzwischen ist dies ihre Haupttätigkeit geworden. Bislang hat sie insgesamt acht Aventurien-Romane veröffentlicht, die in Aventurien, der Welt des Pen-&-Paper-Rollenspiels „Das Schwarze Auge“ (DSA) spielen. Zudem ist ein Hörspiel von ihr im Rahmen einer DSA-Hörspielreihe von Europa erschienen. Daneben hat sie zwei Bände ihrer eigenständigen High-Fantasy-Romantrilogie „Elbensang“ beim Piper Verlag veröffentlicht, dessen Handlung in einer neuen, von ihr erdachten, Fantasy-Welt spielt. Im Jahr 2012 hat sie sich mit dem Roman Outcast an der Reihe „Justifiers“, zum gleichnamigen von Markus Heitz herausgegebenen Science-Fiction-Rollenspiel, beteiligt.
Seit 2021 schreibt sie zusammen mit Torsten Bieder Wanderführer, die beim Bergverlag Rother veröffentlicht werden.

## Werke
Rhiana – die Amazone
- Das Geheimnis des Königs, 2004, ISBN 3-492-29103-1 (Band 3)
- Klingenschwestern, 2005, ISBN 3-492-29105-8, (Band 6)

Hjaldinger-Saga
- Glut, 2006, ISBN 3-89064-472-4
- Sturm, 2009, ISBN 978-3-89064-245-1
- Eis, 2022, ISBN 978-3-96331-583-1 ursprünglich von Daniela Knor geplant[1] indes von Daniel Jödemann geschrieben und veröffentlicht[2]

Elbensang Trilogie
- Nachtreiter, 2008, ISBN 3-492-70161-2
- Sternenwächter, 2009, ISBN 3-492-70178-7
- unbekannt

Justifiers
- Outcast, 2012, ISBN 3-453-52818-2 (Band 6)

Einzelromane
- Der Tag des Zorns, 2001, ISBN 3-89064-573-9
- Blaues Licht, 2003, ISBN 3-89064-589-5
- Roter Fluss, 2004, ISBN 3-89064-514-3
- Dunkle Tiefen, 2005, ISBN 3-89064-538-0
- Drachenblut, 2015, ISBN 978-3-95869-061-5

als Sarah Lukas
- Der Kuss des Engels, 2010
- Der Kuss des Jägers, 2011

Hörspiel
- „Das Schwarze Auge“ (Teil 2: Die geheimnisvolle Burg, 2008)

Wanderführer
- Röhn, 2021, ISBN 978-3-7633-4575-5
- Malta, Gozo, 2022, ISBN 978-3-7633-4516-8
- Rennsteig, 2022, ISBN 978-3-7633-4599-1